# Enrique Leite
Enrique Leite, vollständiger Name Enrique Miguel Leite Nada (* 12. Dezember 1963 in Villa del Cerro, Montevideo) ist ein ehemaliger uruguayischer Schwimmer und Kajakfahrer.
Der 1,80 Meter große Leite begann seine sportliche Laufbahn als Schwimmer. Als solcher partizipierte er mit Uruguay an den Panamerikanischen Spielen 1979 in Puerto Rico, den Südamerikaspielen 1982 in Argentinien und den Panamerikanischen Spielen 1983 in Caracas. Die Südamerikaspiele 1982 gestalteten sich für ihn äußerst erfolgreich. Neben drei Goldmedaillen über 200 Meter Brust und 200 Meter und 400 Meter Freistil gewann er inklusive der Staffelmedaillen viermal Silber und einmal Bronze.
Später wechselte er die Sportart und stieg bei den Kajakwettbewerben ins Einer-Kajak. In dieser Sportart nahm er im uruguayischen Team an den Panamerikanischen Spielen 1991 in Havanna teil. Er stand zudem im Aufgebot der uruguayischen Mannschaft für die Olympischen Sommerspiele 1992 in Barcelona. Dort ging er im Einer-Kajak auf der 500-Meter- und der 1000-Meter-Strecke an den Start. Er belegte über 500 Meter im Vorlauf 3 der ersten Runde den 5. Rang und platzierte sich im Hoffnungslauf 2 auf Position 6 des Klassements. Das Rennen über 1000 Meter schloss er sowohl in Vorlauf 1 als auch im Hoffnungslauf 1 als Sechster ab.